# CEP192
CEP192‏ (Centrosomal protein 192) هوَ بروتين يُشَفر بواسطة جين CEP192 في الإنسان.